# Јожеф Колтаи
Јожеф Колтаи (мађ. Koltai József (Kolhanek József, Koltai I. József); Будимпешта, 7. фебруар 1882 — Будимпешта, 20. јануар 1958), био је мађарски фудбалер и репрезентативац Мађарске.

## Каријера
Јожеф Колтаи, 23 године; фудбалом се бави од 1897. године. Кратко време је био нападач, иначе стално игра централну одбрану. У тиму игра 3 године. Има одличну технику лопте. Вредан, неуморан, добро позициониран, енергичан играч. Он је душа тима. Помаже и у нападу и у одбрани. Његови додавања и шут су прецизни, три пута је играо у репрезентацији савеза. Извор: Немзети спорт 7. јануара 1906.

### У клубу
Године 1898. почео је фудбал као нападач у тиму Будимпешта СЦ. Био је фудбалер Ференцвароша од 1902. године. Први успех му је био друго место у мађарском првенству, а потом и шампионска титула са екипом Ференцвароша. Године 1904. прелази у тим Поштара, пошто је био службеник Поште. Са Поштом је 1905. године био други у првенству, да би након распада друштва постао фудбалер МТК-а. Био је члан тима који је освојио првенство у сезони 1907/08. У пролеће 1908. био је повређен и морао је да престане са активним спортом.
Године 1955. због болести није могао да присуствује на 100. мађарско-аустријској утакмици, као тада још увек жив репрезентативац.

### У репрезентацији
Између 1902. и 1906. четири пута се појавио у репрезентацији, 1902. против Аустрије, 1903. против Чешке, 1905. против Аустрије и 1906. против Чешке.

## Успеси
- Прва лига Мађарске у фудбалу
  - шампиони: 1903, 1907/08
  - 2.: 1902, 1905